# Roberto Carlos (cantante)
Roberto Carlos Braga (Cachoeiro de Itapemirim, Espírito Santo, 19 de abril de 1941), más conocido artísticamente como Roberto Carlos, es un cantautor y músico brasileño, uno de los principales representantes de la MPB y balada romántica. Con más de 150 millones de copias de discos vendidos, es uno de los artistas latinoamericanos que más discos ha vendido en todo el mundo y el artista brasileño con más discos vendidos, por ello se le considera un icono de la música brasileña, nombrado en su país y en el resto de América Latina como El rey de la música latina.

## Primeros años
Es el menor de los cuatro hijos del matrimonio formado por el relojero Robertino Braga (1896-1980) y la costurera Laura Moreira Braga (1914-2010), y fue descubierto por el compositor y periodista Carlos Imperial. A los seis años de edad, el día de la fiesta de San Pedro (patrono de Cachoeiro de Itapemirim) fue atropellado por una locomotora de vapor y la pierna derecha le tuvo que ser amputada un poco debajo de la rodilla. Desde entonces usa una prótesis.

## Carrera musical
Lleva más de 150 millones de discos vendidos en todo el mundo, récord para un cantante latinoamericano. Ganador del Grammy al mejor intérprete de pop latino en 1989, gracias a la canción Si el amor se va, es el único artista latinoamericano de los considerados leyenda que ha realizado un MTV acústico y colaborado con estrellas mundiales en diversas giras.

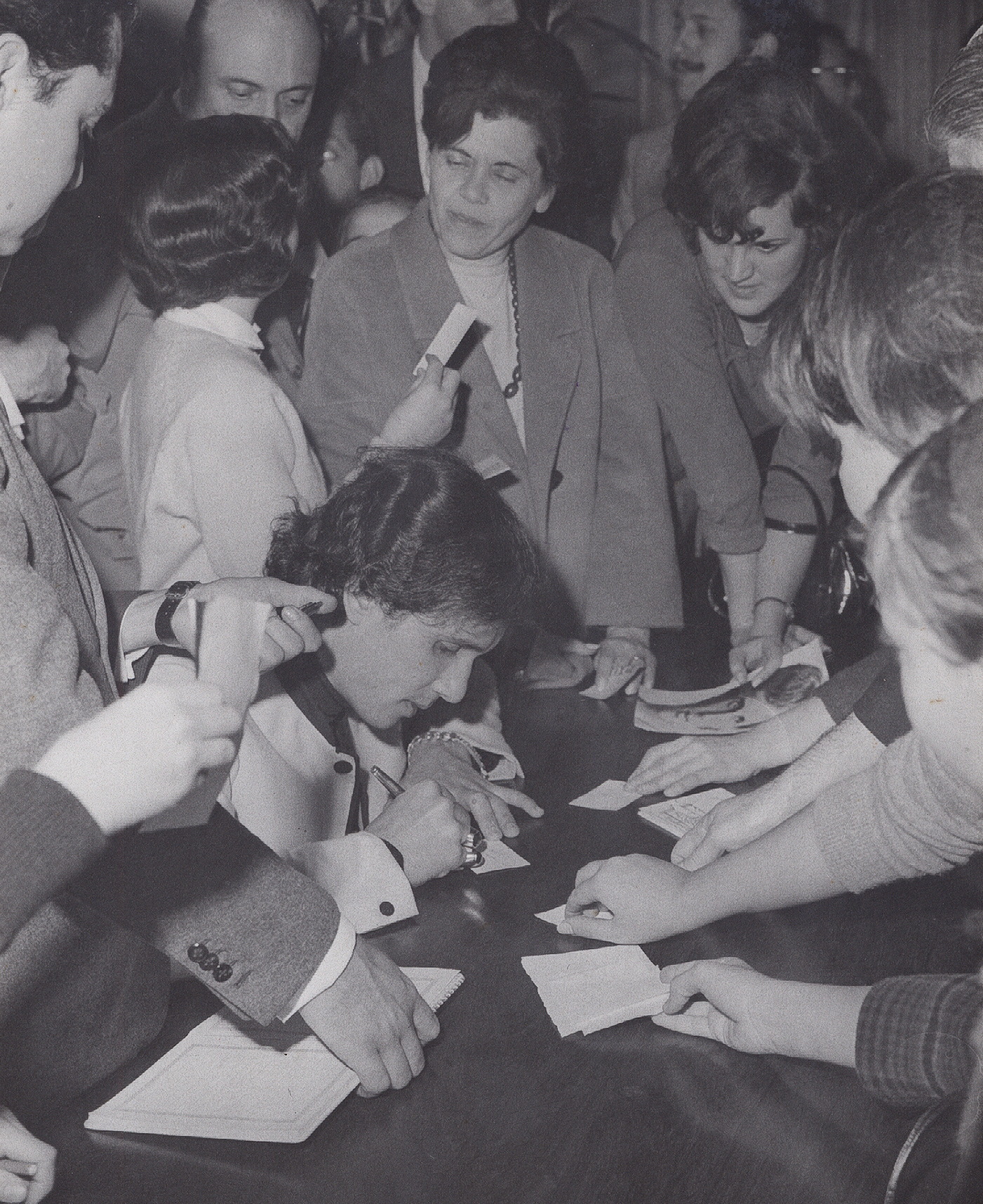
Roberto Carlos en 1966. Archivo Nacional del Brasil.

Desde los primeros años de la década de 1960, intentó triunfar sin éxito como cantante de bossa nova (estilo en el que llegó a grabar varias canciones). Luego acometió la carrera que le conduciría al estrellato, la escena del pop y rock brasileños a través de los programas musicales de televisión. Tuvo sucesivos éxitos gracias a su voz suave, melancólica y romántica. Líder de la «Jovem Guarda» —movimiento musical influido por la música de The Beatles— Roberto Carlos resumía su estado de ansiedad en 1965 cantando: Quiero que me calientes este invierno y que todo lo demás se vaya al infierno. El movimiento se desvaneció, pero Roberto Carlos se convirtió en el «Rey» del pop brasileño más convencional. Desde ese instante se le considera el Elvis Presley de Brasil.

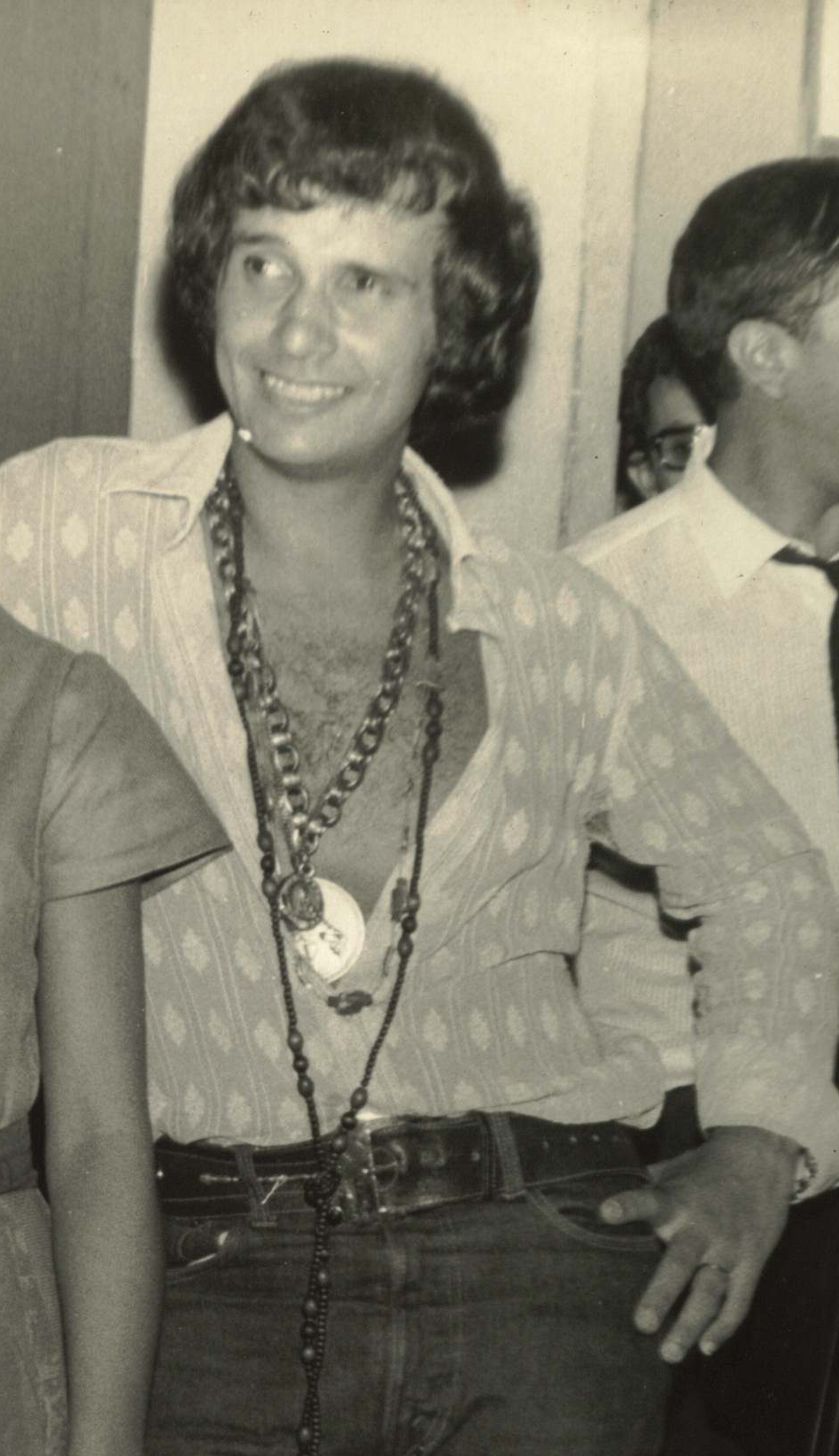
Roberto Carlos a principios de la década de 1970.

Entrada la década de 1970, Roberto Carlos se vuelve un cantante más romántico gracias al poeta portugués Manuel Morais. Sus éxitos comienzan uno tras otro a inundar las emisoras de radio no sólo de Brasil sino de todo el continente y de España. Fue por muchos años el único cantante latinoamericano que había ganado el Festival de la Canción de San Remo en Italia; otros como José Feliciano, Mirla Castellanos y Luis Miguel participaron también sin lograr el primer puesto; hasta que en 2008 la cantante argentina Lola Ponce lo consigue junto al italiano Giò di Tonno, con el tema Colpo di fulmine.

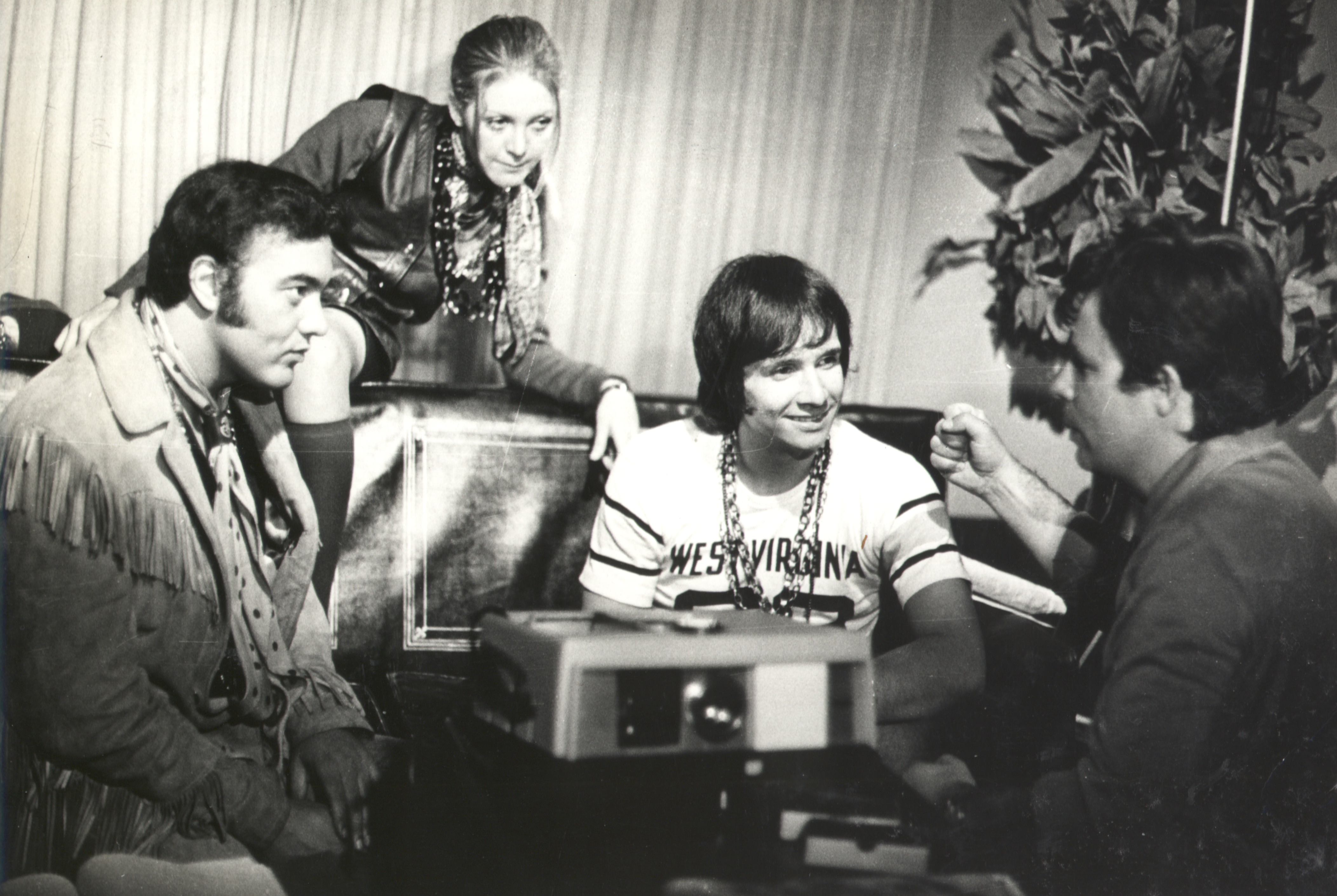
Roberto Carlos, Erasmo Carlos e Wanderléa en la película Roberto Carlos e o Diamante Cor de Rosa, 1970. Archivo Nacional del Brasil.

La década de 1970 marcó el final de la «Jovem Guarda» y reforzó el prestigio de Roberto Carlos como artista romántico en Brasil y en el extranjero (EE. UU., Europa y América Latina); el artista brasileño que vendía más discos en el país. Varias de sus canciones fueron grabadas por artistas como Julio Iglesias, Caravelli y Ray Conniff. En 1970, Roberto hizo una exitosa serie de conciertos en Canecão; el álbum se lanzó al año y trajo éxitos como Hannah y Jesucristo, canción que también marcó su acercamiento a la religión. Al año siguiente, se estrenó Roberto Carlos, 300 kilómetros por hora, su última película y un gran éxito a nivel nacional. También en 1971 salió el álbum "Roberto Carlos", disco que contó con los éxitos Detalles, Amada amante, Todos son sordos, Por debajo de los rizos de su pelo (homenaje a Caetano Veloso) y Dos Dos (de C. Veloso). De Roberto Carlos (1972), resonaron La Montaña y Cuando los niños dejan las fiestas, y ese fue el primer LP en alcanzar el hito de un millón de copias vendidas. El álbum Roberto Carlos (1973) trajo los éxitos Rutina y Propuesta. El 24 de diciembre de 1974, Globo transmitió un especial del cantante, y obtuvo enormes niveles de audiencia. A partir de ese año, el programa se emitía cada fin de año. En 1975 el gran éxito fue Más allá del horizonte. Al año siguiente, el cantante grababa un LP nuevo en los estudios de CBS en Nueva York; el álbum presentó las canciones de Ilegal, inmoral o engorda y Los botones. En 1977 Roberto Carlos grabó Demasiado romántica (Caetano Veloso) y Ride, lanzó el álbum de Navidad y alcanzó los primeros lugares en las listas de éxitos. Al año siguiente, lanzó Roberto Carlos (1978), el álbum con los famosos temas Desayuno, Fuerza extraña (Caetano Veloso) y Lady Laura, que le dedicó a su madre. El álbum vendió 1 500 000 copias. Además todos los álbumes vendieron más de un millón de copias al año.
Los espectáculos favorecieron también a Roberto Carlos: En 1978, el cantante recorrió el país durante seis meses, siempre con lleno de público. Cuando visitó México en 1979, el Papa Juan Pablo II fue recibido con la canción Amigo, cantado por un coro de niños. El evento se transmitió en vivo para cientos de millones de personas en todo el mundo. Roberto también participó en apoyo del Año Internacional del Niño de la ONU.
En la década de 1980 participó en la campaña del Año Internacional de las Personas con Discapacidad. En 1981 realizó giras internacionales y grabó su primer álbum en inglés; los demás serían en español, italiano y francés. También grabó el disco anual, que incluía éxitos como Emociones, Cama y Mesa y Ballenas. En 1982 él y Maria Bethania participaron en el álbum anual, el dúo de Girlfriend. Fue la primera vez que el cantante invitaba a otros artistas a participar en una grabación. Roberto Carlos (1982) también tuvo éxito con Animal herido, una colaboración con Erasmo. En 1984 su canción Los camioneros se oyó más de tres mil veces en la radio en su país en un solo día, y el año siguiente Verde y amarillo sonó tres mil quinientas veces. En 1985 participó en la campaña para ayudar a los niños en América Latina con "Cantaré, Cantarás" junto a Julio Iglesias, José Feliciano y Plácido Domingo entre otros. En 1989 ganó el Grammy de la categoría de "Best Latin Pop Album" (Mejor álbum de pop Latino) y encabezó la lista de la Billboard Latina. En 1989 tuvo un gran impacto con Amazonas.

Roberto Carlos en 1972. Archivo Nacional del Brasil.

Durante la década de 1990, el éxito continuó para Roberto Carlos, tanto a nivel nacional como internacional: En 1992 grabó su nombre en el Paseo de la Fama de Miami (Estados Unidos) para artistas latinoamericanos. En 1994 logró vencer a The Beatles en ventas en América Latina con más de 70 millones de discos. En el mismo año grandes artistas de rock brasileño de la época como Cassia Eller, Kid Rock y Skank entre otros, grabaron el álbum King, en el que se interpretan los grandes éxitos del cantante. En 1995, dirigido por Roberto Frejat, grandes nombres del pop-rock brasileño como Cassia Eller, Chico Science & Zombie, Barón Rojo y Skank honraron a Roberto Carlos con canciones de la escritura de la «joven guardia». Al año siguiente, Roberto Carlos anotó otro éxito en colaboración con Erasmo Carlos, Mujer 40, y grabó junto a Julio Iglesias, Gloria Estefan, Plácido Domingo, Rocío Dúrcal, Jon Secada, entre otros, la canción en español Puedes Llegar, el tema de los Juegos Olímpicos de Atlanta, Estados Unidos. En 1997, lanzó el disco en español Canciones que me gustan.
Después de un período de reclusión tras la muerte de su esposa María Rita, Roberto Carlos reanudó su carrera con la gira Without Love, que le abrió puertas en Recife, en noviembre de 2000. En 2002 el cantante ofreció un concierto para 200 000 personas en el Parque Flamengo, en Río de Janeiro.
En 2004 reconoció públicamente que sufría de trastorno obsesivo-compulsivo, síndrome que le causó un comportamiento excesivamente supersticioso y le hizo retirar del repertorio canciones famosas como Desayuno. Más tarde, en una conferencia de prensa, admitió que podría volver a cantar, y mostró los resultados del tratamiento.
En 2008, Roberto y Caetano Veloso hicieron juntos un concierto en homenaje a Antonio Carlos Jobim, que fue grabado en CD y DVD. Participó en este espectáculo con ellos Jaques Morelenbaum, Daniel Jobim y Wanderléa. En el momento en que cumplió 50 años de carrera, en 2009, inició una gira para celebrarlos, cuya primera presentación fue en Itapemirim, su ciudad natal, el día en que cumplió sus 68 años. En abril, se produjo el espectáculo Cantan Roberto - Divas, en el Teatro Municipal de Sao Paulo, al que asistieron grandes empresarios brasileños y los cantantes Adriana Evans, Alcione, Ana Carolina, Claudia Leitte, Daniela Mercury, Fafa de Belem, Fernanda Abreu, Ivete Sangalo, Possi Luisa, Lima Marina, Mart'nália, Nana Caymmi, Paula Toller, el Romero, Arena, Wanderléa, Zizi Possi y Hebe Camargo y Marilia Pera. Las celebraciones por sus 50 años de carrera culminaron con un mega concierto realizado en el estadio Maracaná, donde cantó ante 70 000 personas.
En 2010 recibió el premio de la Sony Music en Nueva York por sus 100 millones de discos.
El 21 de febrero de 2011 el «Rey de la música romántica» se enfrentó por tercera vez al público del Festival de Viña del Mar 2011 —apodado «el monstruo» por su gran exigencia— que le revalidó su eterna corona premiándolo con «Antorcha de Plata», «Antorcha de Oro» y «Gaviota de Plata», máximo premio del Festival reservado exclusivamente a los grandes.
En noviembre de 2015 fue reconocido como persona del año por parte de la Academia Latina de la Grabación (Latin Grammy).

## Legado
Destacar aquí alguna canción de Roberto Carlos es muy arriesgado por lo extensa que es su discografía. Es considerado uno de los más grandes cantautores de la historia en colaboración con sus amigos Manuel Morais y Erasmo Carlos.
Cada disco suyo contaba con más de un éxito, y según registros, es el artista latinoamericano que más ha sonado en la historia radial del continente.
En 2006, el cantante fue mencionado en el doblaje latino de Cars por la radio de Radiador Springs. 
Todo esto, sin contar la cantidad de éxitos conseguidos en Brasil que no entraron al mercado hispano por no ser traducidos al español, que suman más de 250.

## Vida personal
Ha tenido bastante mala racha con las mujeres con las que oficialmente ha estado relacionado. Su madre, Laura Moreira Braga, murió en el hospital Copa D'Or de Río de Janeiro a causa de una infección respiratoria. La muerte de su madre vino a engrosar la lista de duros golpes sufridos por el cantante, quien ya había perdido a otras mujeres importantes a lo largo de su vida. El cáncer se llevó a su primera mujer, Cleonice Rossi, en 1990. En diciembre de 1999 también fallecía de cáncer su tercera esposa, la pedagoga María Rita Simões Braga, con quien llevaba cuatro años de casados. Su historia fue muy especial para estar juntos y cuando al fin lo lograron, llegó la enfermedad. Roberto Carlos dedica cada show al terminar a Maria Rita.
En 1991, el cantante fue obligado a reconocer a Rafael Braga, hijo de María Lucila Torres, con quien mantuvo un romance cuando tenía 25 años. María Lucila también murió de cáncer de mama, dos días después de que el artista hubiera asumido la paternidad de Rafael, quien trabaja como vendedor de vehículos en São Paulo e intentó, sin éxito, seguir la misma senda de su padre.
Con su primera mujer, Roberto Carlos tuvo tres hijos; uno de ellos, Segundinho, tuvo serios problemas de visión y debió ser sometido a tratamiento médico periódico.

## Historia de su banda RC-9
En un principio no había banda y Roberto Carlos era, con su guitarra, instrumento y voz; hasta que en 1961 conoce al que sería el primer músico de su banda, el famoso "Dede", quien hasta hoy se encuentra en la banda. Dedé se ganó la amistad de Roberto Carlos y aprendió solo a tocar batería, formándose así la RC-2: Roberto en guitarra y Dede en batería.
No había bajista en la banda, lo cual se resolvió hacia 1964, casualmente, cuando Roberto Carlos se dirigía en su auto a ofrecer un espectáculo en Sorocaba, su auto falló; de pronto se acerca una persona que se presenta a Roberto diciendo que se llamaba Bruno, que era mecánico y que si tenía problemas con su auto podía ayudarlo. Con un destornillador resolvió el problema. El cantante se presentó diciéndole que era Roberto Carlos y que iba a ofrecer un espectáculo en otra ciudad. Bruno quedó muy emocionado y le comentó a Roberto que él era bajista y que había tocado en la banda de su barrio; Roberto le pidió que lo acompañara, que aprendiera el repertorio y así Bruno se convirtió en el tercer miembro de la banda, quién estuvo hasta mediados de 1973. Ahora sería la RC-3.
Roberto irrumpió en su país de manera inédita, incluso participando de un programa de TV "Joven Domingo de la Guardia". El éxito le llevó a ampliar su banda nuevamente, necesitando contratar un guitarrista de escenario y el primer candidato en aparecer fue Antonio Wanderley, que en realidad era tecladista. En seguida Roberto Carlos se dio cuenta de que Wanderley tenía muchos problemas para tocar la guitarra, no era bueno para eso, por lo que el músico se disculpó con Roberto diciéndole que en realidad su instrumento era el teclado, a lo que Roberto le dijo: "Entiendo, pero yo necesito un guitarrista". De todas formas, decidió darle otra oportunidad en los teclados, para lo cual le dijo que aprendiera bien el repertorio. Wanderley sorprendió muy gratamente al cantante por su habilidad e integra la banda hasta hoy día.
Ahora, Roberto fue tras el guitarrista que necesitaba y contactó con el músico de Jet Set, José Provetti "el Gato" formándose así la RC-4 con Dede en batería, Bruno en el bajo, Wanderley en teclados y el Gato en guitarra. Roberto Carlos fue el primer cantante brasileño en tener su propia banda, cuando en la época ningún otro la tenía.
El éxito hace que en 1967 Roberto quisiera ampliar nuevamente la banda, sumando más músicos y le dio a Wanderley la responsabilidad de elegir y son contratados: Raúl de Souza en trombón, Néstico en el saxo y Maguinho en trompeta, formándose así la RC-7. Esta banda tenía un sonido increíble y es notable cómo cambia el sonido a partir del disco "Ritmo de Aventura" editado ese mismo año.
Esta banda acompañó al cantante hasta 1970, año de muchas transformaciones para él, porque le era necesario buscar un sonido y cadencia distintas para estos cambios que se vendrían, y por primera vez se hace preciso tener una orquesta con director. Para esto, Roberto contrató al director y arreglista Chiquinho Moraes, quien había hecho trabajos para artistas famosos como Elis Regina, etc... A partir de la contratación de Chiquinho, Roberto Carlos se hace un cantante más romántico.
El primer día de ensayo, la RC-7 dejó bastante impresionado a Chiquinho, especialmente el tecladista Wanderley a quien consideró uno de los mejores tecladistas que conoció. Pero Chiquinho también se dio cuenta de las deficiencias de la RC-7 y pidió sustituir al guitarrista, bajista y baterista; Roberto Carlos escuchó las explicaciones del director, quien le decía que para sostener un programa del tamaño pretendido por el cantante, era necesario hacer esto. Sin embargo, Roberto dijo que no despediría a ninguno de los tres músicos. Chiquinho le dijo que al menos había que despedir a uno de los tres, al menos a Dede; Roberto se comprometió a hablar con Dede, tratando de explicarle que debía ser sustituido, pero Dede se negó a esto. La solución fue tener dos baterías en el escenario: Chiquinho eligió un baterista, Wilson Das Neves, y Dede estaría con la otra batería. La crítica fue muy buena y fue convenciendo al director. En 1970 la RC-7 fue galardonada con las siguientes modificaciones: el Quinteto Villa Lobos y el saxofonista Aurino de Oliveira, quien tuvo un contacto previo con Roberto Carlos, grabando el disco de 1963 y pertenece a la banda hasta hoy.
En 1973 Chiquinho intenta nuevamente sustituir a Dede, Bruno y al Gato, pero Roberto se negó a desprenderse de sus músicos, ya que ellos fueron los primeros integrantes de su banda; y sugirió, en cambio, que la formación se hiciera como en la temporada anterior, con dos baterías en el escenario. Chiquinho se mostró satisfecho con esto, pero dijo que debía sustituir al Gato en guitarra porque no era adaptable al trabajo. Más tarde el Gato tuvo problemas con el alcoholismo y él mismo tuvo que alejarse de la banda, siendo sustituido por el guitarrista Aristeu Reis, quien pertenece a la banda hoy día. En estos años 70 llegó el saxofonista Dionir, quien estuvo en la banda hasta que falleció en 2009. El bajista Bruno hacia 1973 comenzó a tener problemas de audición y él mismo resolvió alejarse de la banda en 1974, y fue elegido Pablo Cesar Barros para tocar el bajo.
La banda era casi como Chiquinho quería, sin el Gato, ni Bruno; sólo quedaba Dede, y el director no quería seguir improvisando sobre el escenario con dos baterías, así que sustituyó al baterista Das Neves, contratando al baterista paulista Norival D'Angelo y se crea un nuevo papel para Dede como percusionista. En ese año se integró el saxofonista Clecio, perteneciente a la banda hasta hoy.
En 1978 Chiquinho se alejó de la banda por problemas de temperamento, siendo sustituido por Leonard Bruno, quien prontamente no fue del agrado de los músicos de Roberto Carlos y enseguida llegó a la dirección de la banda Eduardo Lages, quien había trabajado en la Red Globo. Roberto le pidió que hiciera los arreglos para dos de sus canciones y luego fue contratado como nuevo director.
En los años 70, algunos músicos fueron también coristas de la banda, pero a principios de los 80 Roberto Carlos contrató al primer trío de coristas: Lucinha, Fatíma e Ismail, amigo de su adolescencia; Lucinha hace 30 años que está en la banda, Fátima estuvo hasta 1984 siendo reemplazada por Miriam Peracchi hasta el año 2000, siendo sustituida por Jurema que pertenece a la banda hasta hoy, siendo hoy Lucinha, Ismail y Jurema los coristas.
En los años 80 se integró el tecladista Squirt Borba como un músico temporal, pero hasta el día de hoy sigue en la banda porque reemplazó al tecladista Sergio Carvalho, fallecido en los años 90. En 1986 el trombonista Maguinho deja la banda para seguir su propio proyecto y fue reemplazado por Berto. En esos años hubo también un segundo guitarrista, José Carlos, que sambaba muy bien en el escenario.
Hacia 1993 se unió el bajista Darcio sustituyendo al anterior bajista y en el año 2000 el guitarrista Paulinho sustituyó a José Carlos, convirtiéndose además en 2008 en el yerno de Roberto Carlos. En ese año llegan dos trompetistas, Nacor y Juan sustituyendo a los dos anteriores. En 2009, con la muerte del saxofonista Dionir de Souza, Eduardo Lages lo reemplazó trayendo a Ubaldo Versolato. La banda queda conformada en la RC-9 actual, siendo 17 miembros con Roberto Carlos incluido.
Las presentaciones de Roberto Carlos son las más grandes realizadas por artista latino alguno, su orquesta es considerada la mejor de ningún cantante en la historia. Su formación original era de 32 músicos los cuales Roberto bajó a 16 con la aparición de los sintetizadores. La fama de la orquesta proviene de una vez que tuvieron que acompañar a Frank Sinatra luego que sus músicos resultaran intoxicados y Roberto le dijo a Frank que sólo le colocara las partituras y ellos lo acompañarían. Así sucedió, y al término de su presentación Sinatra confesó que jamás había tocado con una orquesta igual.

## Discografía
Como la mayoría de los álbumes de Roberto Carlos llevan solamente su nombre se suele identificar a estos por el sencillo más exitoso (suele ser el primer sencillo del disco).
Álbumes:
- 1961 - Louco Por Você
- 1963 - Splish Splash
- 1964 - É Proibido Fumar
- 1965 - Canta a la Juventud (en español)
- 1965 - Canta Para a Juventude
- 1965 - Jovem Guarda
- 1966 - Roberto Carlos («Eu Te Darei O Céu»)
- 1967 - Em Ritmo de Aventura
- 1968 - O Inimitável
- 1969 - Roberto Carlos («As Flores do Jardim da Nossa casa»)
- 1970 - Roberto Carlos («Pedro e o Lobo»)
- 1970 - Roberto Carlos («Jesus Cristo»)
- 1970 - Roberto Carlos («Jesus Cristo (en italiano)»)
- 1971 - Roberto Carlos («Detalhes»)
- 1972 - Un Gato en la Oscuridad
- 1972 - Roberto Carlos («A Janela»)
- 1972 - Roberto Carlos («Testardo io (A Distancia) (en italiano)»)
- 1973 - La Ventana
- 1973 - Roberto Carlos («A Cigana»)
- 1974 - El Día Que Me Quieras
- 1974 - Roberto Carlos («Despedida»)
- 1975 - Quiero Verte a Mi Lado
- 1975 - Roberto Carlos («Quero Que Va Tudo Pro Inferno»)
- 1976 - Tu Cuerpo
- 1976 - San Remo 1968
- 1976 - Roberto Carlos («Ilegal, Imoral ou Engorda»)
- 1977 - El Progreso
- 1977 - Roberto Carlos («Amigo»)
- 1977 - Roberto Carlos («Amico (en italiano)»)
- 1978 - Amigo
- 1978 - Roberto Carlos («Fe»)
- 1978 - Roberto Carlos («Cavalcata (en italiano)»)
- 1979 - Lady Laura
- 1979 - Roberto Carlos («Meu Querido, Meu Velho, Meu Amigo»)
- 1980 - Mi Querido, Mi Viejo, Mi Amigo
- 1980 - Roberto Carlos («A Guerra dos Meninos»)
- 1981 - La Guerra de los Niños
- 1981 - Roberto Carlos («Ele Está Prá Chegar»)
- 1981 - Roberto Carlos («From Brasil with Love»)
- 1982 - Emociones
- 1982 - Roberto Carlos («Amiga»)
- 1983 - Amiga
- 1983 - Roberto Carlos («O Amor é a Moda»)
- 1984 - Cóncavo y Convexo ('84)
- 1984 - Roberto Carlos («Coração»)
- 1985 - Corazón ('85)
- 1985 - Roberto Carlos («Verde e Amarelo»)
- 1986 - De Corazón a Corazón ('86)
- 1986 - Roberto Carlos («Apocalipse»)
- 1987 - Nuestro Amor ('87)
- 1987 - Roberto Carlos («Tô Chutando Lata»)
- 1988 - Volver
- 1988 - Roberto Carlos («Se Diverte e Já Não Pensa em Mim»)
- 1988 - Ao Vivo
- 1989 - Sonríe
- 1989 - Roberto Carlos («Amazônia»)
- 1990 - Pájaro Herido
- 1990 - Roberto Carlos («Super Herói»)
- 1991 - Roberto Carlos («Todas as Manhãs»)
- 1992 - 1992
- 1992 - Roberto Carlos («Você é Minha»)
- 1993 - Mujer Pequeña
- 1993 - Roberto Carlos («O Velho Caminhoneiro»)
- 1994 - Roberto Carlos («Alô»)
- 1995 - Roberto Carlos («Amigo Não Chore Por Ela»)
- 1996 - Roberto Carlos («Mulher de 40»)
- 1997 - Canciones Que Amo
- 1997 - El Día Que Me Quieras (Serie de Oro)
- 1997 - Un Gato En La Oscuridad (Serie de Oro)
- 1998 - Roberto Carlos («Meu Menino Jesus»)
- 1999 - Mensagens
- 1999 - Grandes Sucessos
- 1999 - 30 Grandes Canciones
- 2000 - Amor Sem Límite
- 2001 - Acústico
- 2002 - Ao Vivo («Seres Humanos»)
- 2003 - Pra Sempre
- 2004 - Pra Sempre Ao Vivo No Pacaembu
- 2005 - Roberto Carlos («Promessa»)
- 2006 - Duetos
- 2008 - Roberto Carlos en vivo (CD+DVD) (recital Grabado en Miami en mayo de 2007)
- 2008 - Roberto Carlos e Caetano Veloso e a música de Tom Jobim (recital grabado en São Paulo en conmemoración de 50 años de la Bossa Nova)
- 2008 - Pra Sempre em Espanhol Vol. 1
- 2008 - Pra Sempre em Espanhol Vol. 2
- 2009 - Elas Cantam Roberto Carlos (grabado en vivo con artistas brasileños el 26 de mayo de 2009 en el Teatro Municipal de São Paulo)
- 2010 - Emoções Sertanejas (colaboraciones con cantantes sertanejos)
- 2012 - Roberto Carlos Em Jerusalém (en vivo grabado en Jerusalem
- 2012 - Esse Cara Sou Eu (álbumes de inéditas con 4 canciones)
- 2013 - Remix
- 2014 - 40 Anhos Juntos
- 2014 - Ese Tipo Soy Yo
- 2015 - Primera Fila (Abbey Road)
- 2017 - Roberto Carlos («Sereia»)
- 2018 - Amor Sin Límite (en español)
- 2019 - Especial Alem do orizonte

Sencillos/Singles:
- 1959 - Joāo e Maria/Fora do Tom (single 78 RPM)
- 1962 - Fim de amor/Malena (single 78 RPM).
- 1962 - Susie/Triste e abandonado (single 78 RPM).
- 1970 - Roberto Carlos (Confía en mi, tema original de Luis Jackson)
- 1970 - Roberto Carlos («Jesuschrist (sencillo en inglés)»)
- 1970 - Roberto Carlos («Jesucristo (4 sencillos en español)»)
- 1980 - Roberto Carlos («La Guerre des Grosses/C'est le fini il-faut se dire adieu (sencillo en francés)»)
- 1983 - Roberto Carlos («Ca Ressemble d'l Amour/Et puis ca Commence (sencillo en francés)»)
- 2016 - Chegaste (sencillo)
- 2017 - Sereia (sencillo)
- 2018 - Regreso (sencillo)
- 2019 - Outra Vez (sencillo "nueva versión")
- 2022 - Evidências
- 2023 - Eu Ofereço Flores (sencillo)

## Filmografía
| Año    | Título                                    | Dirección                  |
| ------ | ----------------------------------------- | -------------------------- |
| 1958   | Aguenta O Rojão                           | Watson Macedo              |
| 1958   | Alegria de Viver                          | Watson Macedo              |
| 1958   | Minha Sogra é da Policia                  | Aloísio de Carvalho        |
| 1961   | Esse Rio que Eu Amo                       | Carlos Hugo Christensen    |
| 1966 * | SSS Contra a Jovem Guarda                 | Luís Sérgio Person         |
| 1968   | Roberto Carlos em ritmo de aventura       | Roberto Farias             |
| 1970   | Roberto Carlos e o Diamante Cor-de-Rosa   | Roberto Farias             |
| 1971   | Som Alucinante                            | Carlos Augusto de Oliveira |
| 1972   | Roberto Carlos a 300 Quilômetros Por Hora | Roberto Farias             |
| 1974   | Saravá, Brasil dos Mil Espíritos          | Miguel Schneider           |
| 2007   | Person                                    | Marina Person              |

* película inconclusa

## VHS
- 1968 - Em Ritmo De Aventura (película en portugués)
- 1970 - O Diamante Cor De Rosa (película en portugués)
- 1971 - A 300 KM Por Hora (película en portugués)

## DVD
- 2000 - En Ritmo De Aventura (remasterizado)
- 2000 - O Diamante Cor De Rosa (remasterizado)
- 2000 - A 300 KM Por Hora (remasterizado)
- 2001 - Acústico MTV (recital en vivo)
- 2001 - Acústico Gold Serie Limitada (recital en vivo)
- 2004 - Pra Sempre Ao Vivo No Pacaembu (recital en vivo)
- 2006 - Antología (CD+DVD)
- 2006 - Duetos (recital)
- 2008 - Roberto Carlos en vivo (CD+DVD) (BLU-RAY HD) (grabado en Miami en mayo de 2007)
- 2008 - Roberto Carlos e Caetano Veloso e a música de Tom Jobim (Recital Grabado en São Paulo en conmemoración de 50 años de la Bossa Nova).